# António Víctor de Figueiredo Bastos
Víctor Bastos, cuyo nombre completo era António Víctor de Figueiredo Bastos (1830 – 1894), fue un escultor portugués.

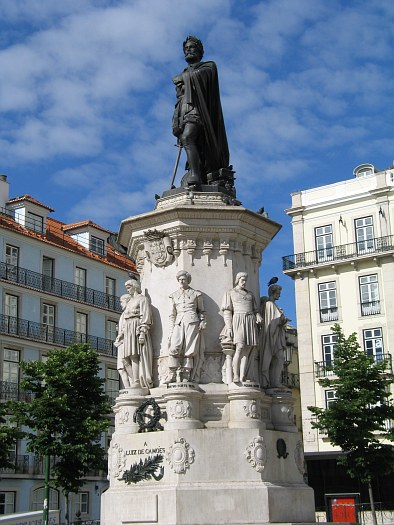
Monumento a Camões en la Praça Luís de Camões de Lisboa

## Datos biográficos
Víctor Bastos fue discípulo del pintor António Manuel da Fonseca, en la Academia Real de Belas-Artes, donde hizo su primera exposición en la 3ª Exposición Trienal (en 1852) con la pintura Amor y Psique.
En 1854 pasó a estudiar la carrera de derecho en la Universidad de Coímbra y. en  1856, participó en la 4ª Exposición Trienal de la Academia Real de Belas-Artes, con el lienzo Retrato do Visconde da Luz y la escultura Moisés.
En 1860 fue nombrado profesor auxiliar de la Academia, cargo que se tornó definitivo en 1881.
En la 5ª Exposición Trienal (1861) presentó las telas Retrato de Rodrigo da Fonseca y Retrato do Conde de Melo, así como el bajorrelieve Colera Morbus, adquirido por D. Luís que lo adicionó a la colección de piezas de la colección del Palacio de Ajuda (actualmente en exposición en la 'Sala Indiana' del Palacio de la Peña, en Sintra).
En 1867, hizo su estreno en la escultura monumental con el Monumento a Camões, en Lisboa.
En 1870 formó parte de la comisión de reorganización de la enseñanza artística.
Victor Bastos colaboró en la decoración escultórica del Arco da Rua Augusta, en el Terreiro do Paço, en Lisboa, junto al artista Célestin Anatole Calmels, inaugurado en 1873. Son obras suyas las figuras reclinadas, que representan los ríos Tajo y Duero, así como las estatuas de Nuno Álvares Pereira, Viriato, Marqués de Pombal y Vasco de Gama.
En la 6ª Exposición de la Sociedad Promotora de Bellas Artes, presentó sus experiencias en el arte del retrato con los bustos del Duque de Saldanha y de Joaquim António de Aguiar.
Son también obras suyas, la estatua de José Estêvão de Magalhães  (1809-1862), que se encuentra en el edificio de la Asamblea de la República de Portugal, en Lisboa, y la estatua del Conde das Antas sobre el túmulo de este en el Cemitério dos Prazeres, en Lisboa.
Victor Bastos pertenece al periodo de estilo romântico de la pintura y la escultura . Los románticos introdujeron en la pintura el paisaje, las escenas de costumbres populares rurales y urbanas, renovaron la pintura histórica y el retrato y, en la escultura, enaltecieron los valores patrios y exaltaron a los héroes nacionales.
Entre sus discípulos más representativos encontramos a José Simões de Almeida (1844 - 1926) y José Moreira Rato Júnior (1860 - 1937).

## Obras

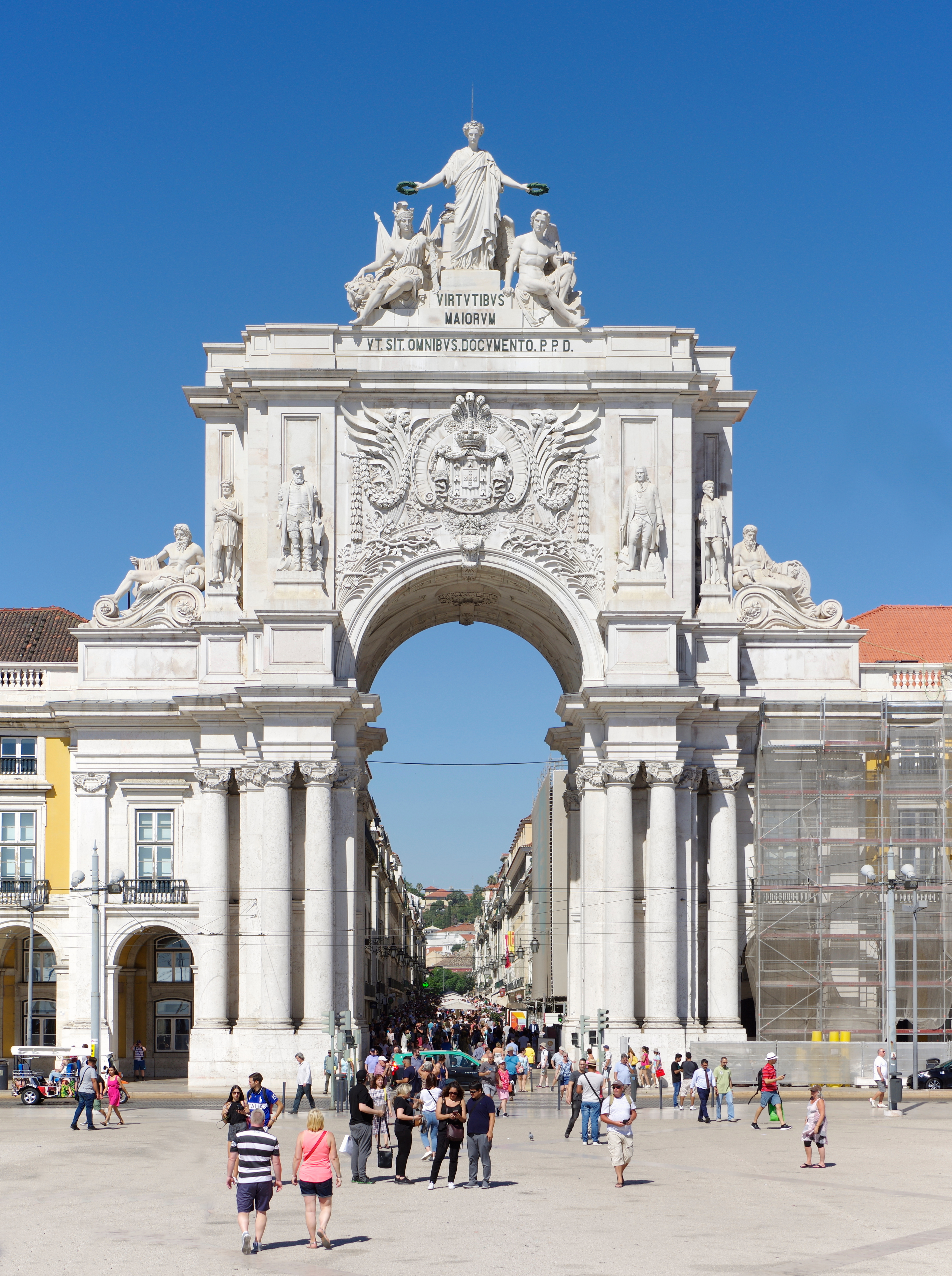
Arco de la Rua Augusta con estatuaria de la mano de Victor Bastos

Entre las mejores y más conocidas obras de António Víctor de Figueiredo Bastos se incluyen las siguientes:
Pinturas
- Amor y Psique.
- Retrato do Visconde da Luz
- Retrato de Rodrigo da Fonseca
- Retrato do Conde de Melo,

Esculturas
- Moisés.
- Colera Morbus, bajorrelieve adquirido por D. Luís (actualmente en la 'Sala Indiana' del Palacio de la Peña, en Sintra).
- Monumento a Camões, en la Praça Luís de Camões de Lisboa (1867)
- busto del Duque de Saldanha
- busto de Joaquim António de Aguiar.
- estatua de José Estêvão de Magalhães  (1809-1862), que se encuentra en el edificio de la Asamblea de la República de Portugal, Lisboa,
- estatua del Conde das Antas en el Cemitério dos Prazeres, Lisboa.

En el Arco da Rua Augusta,  inaugurado en 1873:
- río Tajo,figura reclinada
- río Duero,figura reclinada
- estatua de Nuno Álvares Pereira
- estatua de Viriato
- estatua del Marqués de Pombal
- estatua de Vasco de Gama.